# 聖克萊爾湖 (塔斯曼尼亞)
42°4′S 146°10′E / 42.067°S 146.167°E

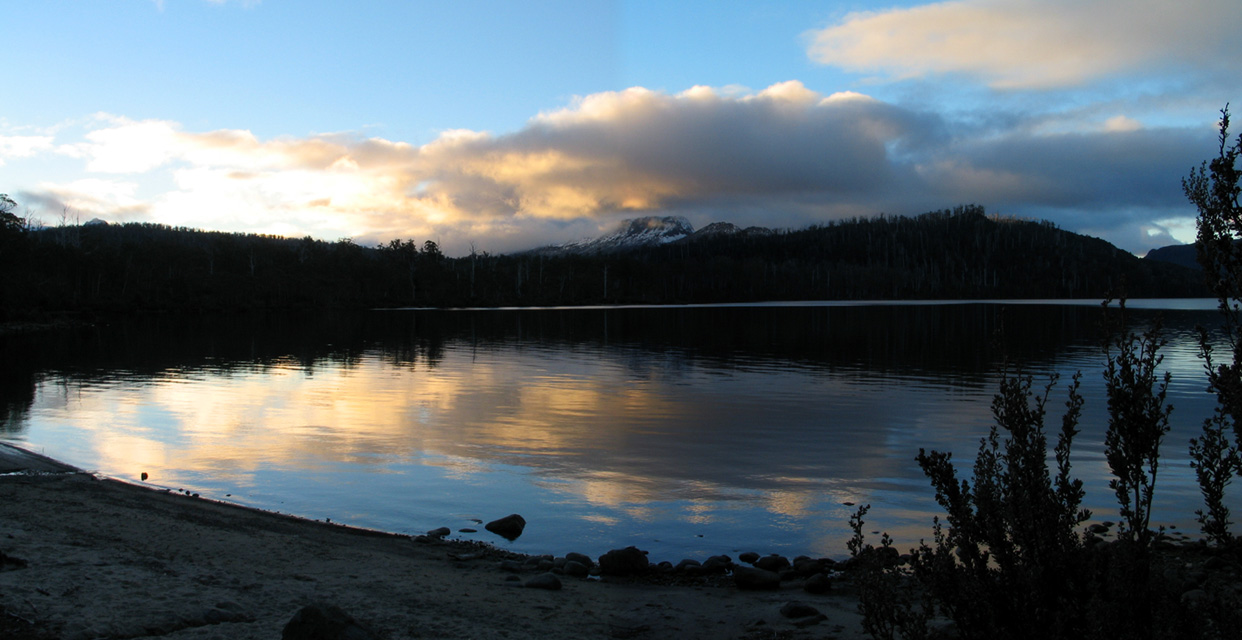

聖克萊爾湖（Lake St Clair）是澳大利亞的湖泊，位於塔斯曼尼亞州，長12公里、寬2.9公里，面積1,114平方公里，海拔高度738米，最大水深167米，是該國最深的湖泊，也是南半球第二深湖泊，僅次於坦噶尼喀湖。

## 外部連結
- Lake St Clair Fishing Information & Map （页面存档备份，存于）